# Stockholmudstillingen (1930)
Stockholmudstillingen 1930 blev arrangeret af Svenska slöjdföreningen og var en arkitektur-, formgivnings- og kunsthåndværksudstilling. Udstillingen anses som en viktigs enkeltbegivenhed for etableringen af den nye stil, funktionalismen i Skandinavien og for modernismens gennembrud i skandinavisk arkitektur. Stockholmudstillingen var åben mellem den 16. maj og den 29. september 1930 og havde omkring fire millioner besøgende.
Udstillingen var beliggende langs Djurgårdsbrunnsvikens nordre strand. Dens chefarkitekt, Gunnar Asplund, fik gennem denne udstilling sit store internationale gennembrud. Udstillingens mest synlige arkitektoniske indslag var blandt andet den store reklamemast som blev kronet med arkitekten Sigurd Lewerentz's V-formede udstillingslogo.

## Udstillingens indhold
Inde på området kunne man se på funktionalismens nye stilideal med industrielt fremstillede masseproducerede varer. Der fandtes også en restaurant som hed Paradiset. Stockholmudstillingen fremviste overvejende radikale tanker omkring bolig og miljø. Man argumenterede for, at man gennem en fornuftig udnyttelse af resurserene kunne tilgodese det store boligbehov som fandtes i Sverige i denne periode. Man viste ideelle boligtyper som var billige og rationelle. Tanken var at man skulle udvikle hygiejniske og lyse boliger med plads for alle.

## Galleri
- Plan over udstillingsområdet
- Plakat med Lewerentz's V-formede udstillingslogo
- Moderne belysning ved udstillingens hovedindgang
- Lyset som udtryksmiddel
- Typelejlighed nummer 4
- Hal 17, belysningsanordninger
- Restaurant Paradis
- Sigurd Lewerentz busser
- Plakat